# Mahalia
Ne doit pas être confondu avec Mahalia Jackson.
Mahalia Burkmar, dite Mahalia, est une auteure-compositrice-interprète britannique née le 1er mai 1998 à Syston dans le district de Charnwood en Angleterre.

## Biographie

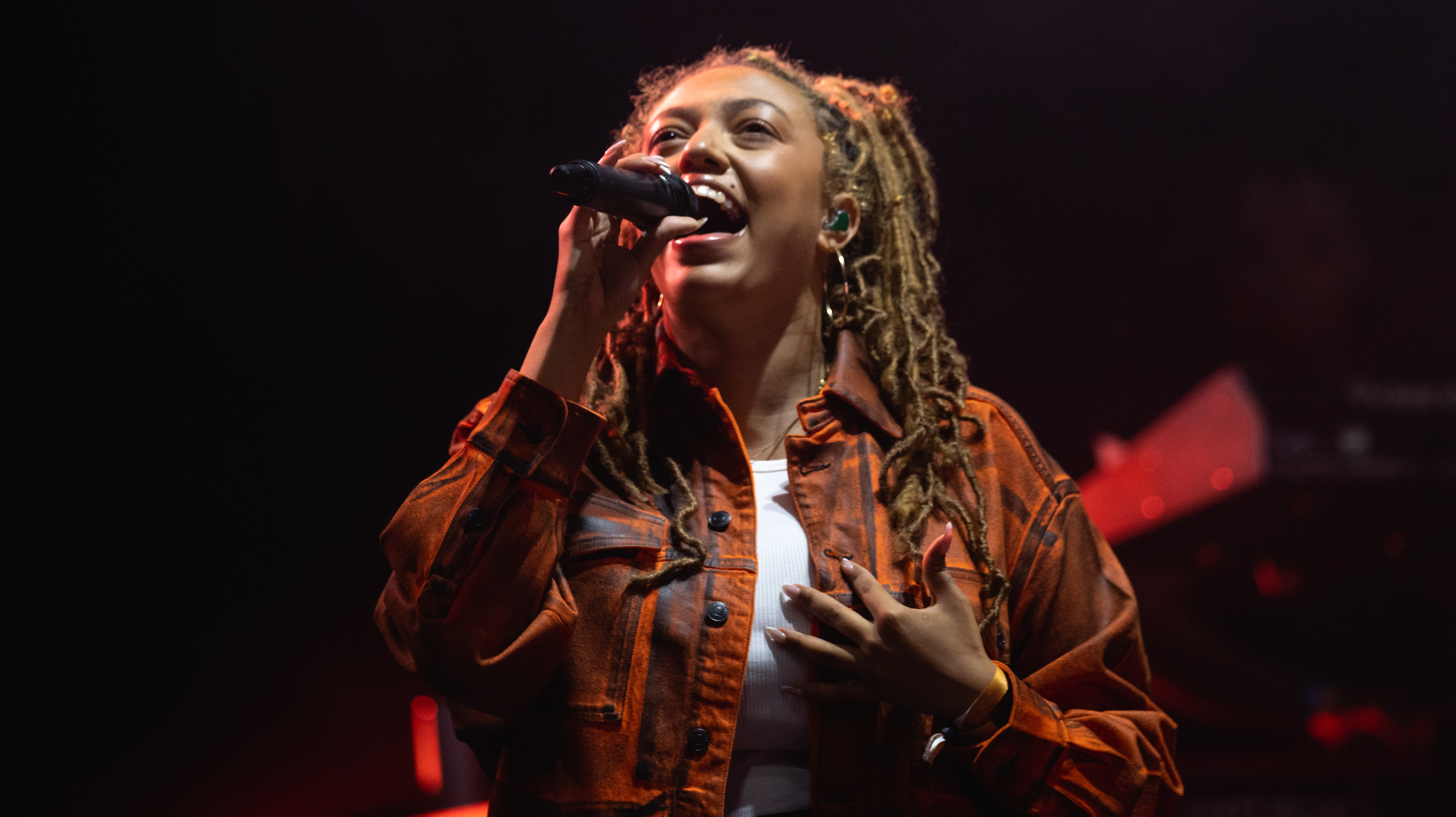
Mahalia aux Boardmasters 2021 à Watergate Bay le 13 août 2021.

Après les extended play Head Space en 2012 et Never Change en 2015, elle sort son premier album studio Diary of Me en 2016. L'année suivante, elle interprète son single Sober sur la chaîne YouTube de COLORS. La vidéo devient virale,.
Après avoir publié l'EP Seasons en septembre 2018, elle prend part à sa tournée européenne Do Not Disturb Tour qui se joue à guichets fermés. Elle est aussi à l'affiche de plusieurs festivals, dont les éditions 2019 de Rock en Seine et du Glastonbury Festival. En novembre 2018, Mahalia est première de la liste des dix artistes britanniques « à suivre » publiée par YouTube Music,.
Mahalia est nommée au Critic's Choice Award (en) lors des Brit Awards 2019. La même année, elle assure la première partie des chanteuses Lauryn Hill et Ella Mai,. Son deuxième album studio, Love and Compromise, sort le 6 septembre 2019. Il lui vaut une nomination au prix de l'artiste solo féminine britannique (en) lors des Brit Awards 2020. L'EP Isolation Tapes, composé de trois chansons, sort le 1er mai 2020.
En 2021, elle sort « Jealous », une collaboration avec le rappeur américain Rico Nasty. Elle est nommée pour la première fois pour le Grammy Award de la meilleure performance R&B lors de la 63e édition des Grammy Awards. Mahalia fait partie de la liste Forbes des 30 de moins de 30 ans en 2021.

## Discographie

### Albums studios
- 2016 : Diary of Me
- 2019 : Love and Compromise
- 2023 : IRL

### EPs
- 2012 : Head Space
- 2015 : Never Change
- 2018 : Seasons
- 2020 : Isolation Tapes

### Singles
- 2015 : Borrowers
- 2016 : Back Up Plan
- 2016 : 17
- 2016 : Silly Girl
- 2016 : Mahalia
- 2016 : Roller Coaster
- 2016 : I Remember
- 2016 : Marry Me
- 2016 : Independence Day
- 2016 : Begin Again
- 2017 : Sober
- 2017 : Hold On (feat. Buddy (en))
- 2017 : No Pressure
- 2018 : Proud of Me (feat. Little Simz)
- 2018 : No Reply
- 2018 : Water (feat. Kojey Radical (en) et Swindle)
- 2018 : I Wish I Missed My Ex
- 2018 : Surprise Me
- 2018 : One Night Only (feat. Kojey Radical)
- 2019 : Do Not Disturb
- 2019 : Grateful
- 2019 : Simmer (feat. Burna Boy)
- 2019 : Square 1
- 2019 : What You Did (feat. Ella Mai)
- 2020 : BRB
- 2023 : Terms And Conditions
- 2023 : Cheat (feat. Jojo)
- 2025 : Pressure Points (feat. Lila Iké)

## Tournées

### En tant que tête d'affiche
- 2019 : Do Not Disturb Tour
- 2023 - 2024 : In Real Life Tour

### En tant que première partie
- 2018 : Lost and Found Tour de Jorja Smith
- 2019 : Nocturne Live at Blenheim Palace de Lauryn Hill
- 2019 : The Debut Tour d'Ella Mai

## Filmographie
- 2016 : Brotherhood (en) de Noel Clarke : Thea

## Distinctions

### BBC
| Année | Travail nommé | Catégorie   | Résultat | Réf.   |
| ----- | ------------- | ----------- | -------- | ------ |
| 2019  | Elle-même     | Sound of... | Inclus   | [ 17 ] |

### Brit Awards
| Année | Travail nommé | Catégorie                              | Résultat   | Réf.   |
| ----- | ------------- | -------------------------------------- | ---------- | ------ |
| 2019  | Elle-même     | Critic's Choice Award (en)             | Nomination | [ 18 ] |
| 2020  | Elle-même     | Artiste solo féminine britannique (en) | Nomination | [ 13 ] |

### Grammy Awards
| Année | Travail nommé | Catégorie                | Résultat   | Réf.   |
| ----- | ------------- | ------------------------ | ---------- | ------ |
| 2021  | All I Need    | Meilleure prestation R&B | Nomination | [ 19 ] |

### MOBO Awards
| Année | Travail nommé       | Catégorie                  | Résultat   | Réf.   |
| ----- | ------------------- | -------------------------- | ---------- | ------ |
| 2020  | Elle-même           | Meilleure artiste féminine | Lauréat    | [ 20 ] |
| 2020  | Elle-même           | Meilleur artiste R&B/soul  | Lauréat    | [ 20 ] |
| 2020  | Love and Compromise | Album de l'année           | Nomination | [ 21 ] |

### Soul Train Music Awards
| Année     | Travail nommé | Catégorie                    | Résultat   | Réf.   |
| --------- | ------------- | ---------------------------- | ---------- | ------ |
| 2019 (en) | Elle-même     | Meilleur nouvel artiste (en) | Nomination | [ 22 ] |